# Slangerup
Slangerup est une ville incorporée depuis 2007 dans la municipalité de Frederikssund, dans la région de Hovedstaden, dans le Nord-Est de l'île de Sjælland, au Danemark.

## Personnes célèbres
- Thomas Kingo (1643-1703), poète danois.